# Pangasius mahakamensis
Pangasius mahakamensis es una especie de peces de la familia Pangasiidae en el orden de los Siluriformes.

## Morfología
• Los machos pueden llegar alcanzar los 18,2 cm de longitud total.

## Alimentación
Come principalmente insectos y frutos pequeños.

## Distribución geográfica
Se encuentran en Asia: Indonesia.